# Sakigake!! Otokojuku
Sakigake!! Otokojuku (魁!!男塾?, lit. Chargez!! hommes de l'école privée) est une série de manga écrite et dessinée par Akira Miyashita. Cette série date de 1985 à 1991. Plusieurs séries dérivées ont ensuite vu le jour.

## Synopsis
Le principal Genius de l'école privée, Heihachi Edajima, est un héros de la seconde guerre mondiale. Il entraîne ses étudiants à jouer un rôle dans la politique, économie et l'industrie du Japon et mondiale.

## Manga
Sakigake!! Otokojuku est une série publiée dans le magazine Weekly Shōnen Jump du numéro 22 en 1985 au numéro 35 de 1991. La série contient 34 volumes publiés dans la collection Jump Comics de Shueisha.

## Anime
Sakigake!! Otokojuku est adapté en série animée par la Toei Animation. Dirigée par Nobutaka Nishizawa, la série est diffusée sur la chaîne Fuji TV du 25 février au 14 novembre 1988, en 34 épisodes.

## Film
魁!!男塾 Sakigake!! Otokojuku est l'adaptation en film, sortie le 26 janvier 2008 au Fantasia Festival.

## Produits dérivés

### Jeu vidéo
Sakigake!! Otokojuku a droit à une série de jeux vidéo comme dans les cross-over Jump Super Stars et Jump Ultimate Stars sortis sur Nintendo DS en 2006.
Momotaro Tsurugi apparaît comme un personnage jouable avec Heihachi Edajima comme personnage soutien dans le jeu vidéo J-Stars Victory Vs disponible sur PlayStation 3 et PlayStation Vita en 2014.